# Висмутид магния
Висмутид магния — бинарное неорганическое соединение
магния и висмут с формулой Mg3Bi2,
кристаллы.

## Получение
- Сплавление стехиометрических количеств чистых веществ:

{\displaystyle {\mathsf {3Mg+2Bi\ {\xrightarrow {821^{o}C}}\ Mg_{3}Bi_{2}}}}

## Физические свойства
Висмутид магния образует кристаллы
тригональной сингонии,
пространственная группа P 3m1,
параметры ячейки a = 0,4671 нм, c = 0,7403 нм, Z = 1,
структура типа оксида лантана La2O3
.
Соединение имеет область гомогенности 35÷40 ат.% магния.
При температуре 688÷703°С происходит переход в фазу
кубической сингонии, структура типа сульфида серебра .